# مسجد جامع غزه
مسجد جامع غزه یک مسجد واقع در غزه، دولت فلسطین می‌باشد. ساخت و ساز این ساختمان ۱۳۴۰ میلادی، به پایان رسید و بزرگترین و قدیمی‌ترین مسجد نوار غزه است. به نظر می‌رسد که مسجد بر روی یک معبد فلسطینی‌های باستان ساخته شده باشد و بعدها بعد از حملهٔ مسلمانان تبدیل به مسجد شده‌است.